# マジックマッシュルーム

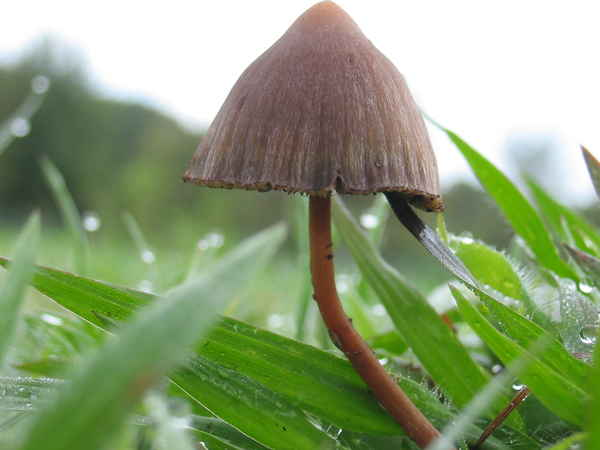
メキシコでシャーマンが用いてきたシロシベ・メキシカーナ Psilocybe mexicanaという種（メキシコ、ハリスコ州）

マジックマッシュルーム(Magic mushroom, shroom)は、トリプタミン系アルカロイドのシロシビンやシロシンを含んだ菌類のキノコの俗称。種は200以上存在し、世界中に広く自生している。毒キノコだが、主に幻覚作用であり重症や死亡はまずない。日本では『今昔物語』にて古代の呼び方で舞茸（今でいうマイタケとは違う）とされており、後世にも笑茸（わらいたけ）、踊茸などと言及された。多くが20世紀に菌類として同定され、大半はシビレタケ属 Psilocybe や糞を好むヒカゲタケ属 Panaeolus に属し、具体的な種はワライタケ、オオワライタケ、センボンサイギョウガサ、ヒカゲシビレタケ（日本原産）、ミナミシビレタケ (Psilocybe cubensis)、リバティーキャップ (Psilocybe Semilanceata) など。
中世、北米のアステカ帝国（現在のメキシコ）ではテオナナカトルと呼び、神聖なキノコとして扱ったが、そうした扱いは原住民の間に現代まで続いている。日本では1917年に菌類分類学者の川村清一が中毒症状を起こすワライタケを確認した。欧米では1950年代に、アメリカの菌類研究者のロバート・ゴードン・ワッソンらの実地調査によって、西洋においてキノコの存在が広く明らかにされマジックマッシュルームの名称が広まった。1959年ごろアルバート・ホフマンが幻覚成分を特定してシロシビンとシロシンと名をつけた。栽培されるなどしてLSDと共に「サイケ」の原動力となった。
乱用され、1971年の向精神薬に関する条約が成分シロシビンを規制したが、植物など成分を含む素材は国際規制されておらず各国の法による。アメリカ合衆国の連邦法ではキノコの所持は禁止されているが、一部の地域の法律で非犯罪化（罰金制など）されている。欧州では合法であったり、抜け道があったり規制は様々である。例えばマジックトリュフは、オランダで禁止されたキノコに代わって流通する、シロシビンを含む菌核である。日本では2002年から、シロシビンを含有するきのこ類を故意に使用・所持することは麻薬及び向精神薬取締法によって規制され、もっぱら鑑賞用となる。アメリカや日本では胞子の所持は合法である。21世紀に入り、成分シロシビンによるうつ病や薬物依存症の治療研究が注目され、日本でも強迫性障害に対するヒカゲシビレタケ抽出物が基礎研究された。

## 歴史
人類が出現したとみられているアフリカにおいて、テレンス・マッケナによる仮説として、意識の出現に幻覚剤がかかわったではないかというものがあるが、好糞性のミナミシビレタケ (Psilocybe cubensis) は熱帯地方に広く分布し、コブウシの糞のある場所で成長し、摂取のための技術も不要なため、このキノコを有力な候補としている。ロバート・ゴードン・ワッソンは、『エレウシスの道』（邦訳なし）にて、魂という概念の認識や、宗教の起源においてこうしたキノコや他の向精神性植物がきっかけになったのではないかと考えており、これらは畏怖、崇敬、愛といった感情を高い水準に到達させるような、啓示的なものを呼び覚ました可能性が考えられる。
円頭期（7000-9000年前）のタッシリ・ナジェール（現アルジェリア）の壁画には、右手にキノコの様なものを持つ踊り子が描かれており、その右手から2本の点線が頭の中央に向けて伸びており、このことは非物質的なものが流れていることだと解釈することができ、幻覚性キノコの特徴を考慮すれば、儀式における舞踏で恍惚となったとみなすことができる。およそ6000年前のスペインの壁画は、雄牛の近くに13のキノコが描かれており、幻覚性のキノコ Psilocybe hispanica ではないかと考えられている。

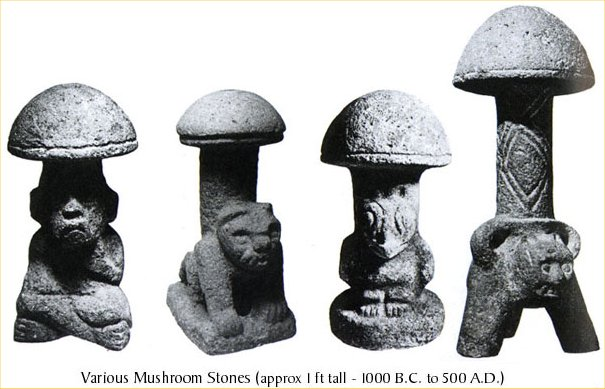
紀元前からあるとみられるキノコ石。グアテマラやサルバドール、メキシコの山岳地帯にて発見されている。この辺りでは12世紀過ぎには宗教的、儀式的な要素が加わってキノコが用いられるようになった。

先コロンブス時代のメソアメリカの先住民の文化では、山岳一体でキノコ石が発見されており、12世紀にはマジックマッシュルームを宗教儀式や病気の治療などに用いてきた。マヤ文明の遺跡では、キノコの形をした小型石像がいくつも発掘されており、例えば300-600年頃のキノコ石はドイツのロートベルク美術館にて保管されている。グアテマラのマヤ14-16世紀に栄えたアステカ王国では、ナワトル語で「テオナナカトル」と呼ばれ「神のキノコ」や、「神の肉」を意味し、キノコを食べる先住民の姿などが描かれた『マリアベッキアーノ絵文書』も残っている。またアステカの花の神ショチピリ像には、幻覚キノコや幻覚性植物の彫刻が身体にほどこされている。スペインによる征服とカトリック布教に伴い、幻覚キノコや植物の使用の絶滅が試みられたが、完全には達成されず今日でも先住民が使い続けている。
ドミニコ派の修道士ディエゴ・デュランの記録では、1502年のモクテスマ2世（アステカ）の戴冠式にて、こうしたキノコを食べたことが記載される。16世紀のスペインの歴史家などによって、儀式で用いられていることが紹介され、ほどなくしてスペインに持ち込まれ、フランシス修道会の修道士ベルナルディーノ・デ・サアグンが1590年までに記した当時の史書『ヌエバ・エスパーニャ諸事物概史』（スペイン語原題: Historia general de las cosas de Nueva España） にてたびたび触れられており、例えば商人が祝賀会で祝う時にキノコを用いたことが記載されている。その会では、ハチミツと一緒に食べたキノコのほかには、チョコレートのみを食べ、キノコが効いてくると、はしゃいだり泣いたり、金持ちになったり、野獣に襲われたり…様々な幻覚を見て、体験後にその体験について語り合ったとされる。

### 日本
日本では、『今昔物語』（平安時代末期、12世紀に成立）の28巻28話は「女たちが山に入りて舞茸を食う話」（尼共入山食茸舞語）であり、山で道に迷った女の人たちはお腹が減り、見つけたキノコを酔いはしないだろうかと食べたところ、踊りたくてしょうがなくなったという逸話があるが、この物語を収載しようとした当時に知られた舞茸ではそんなことは起こらないと記している。この物語は、近年の菌類学にて幻覚性のキノコだとして言及されている。
『今昔物語』のこの話から分かることは、食べると酩酊するキノコがあることが既に知られていたということである。騒がしい女たちを見つけた木こりは当初、天狗ではないかと恐れたのだが、天狗は森の奥で仲間と騒ぐことが好きで、ある種のキノコを食べて酔っぱらっていたとも伝えられる。
後にも笑茸などの逸話として伝えられている。元文（1736年から1741年）には、佐渡国（現・新潟県）羽田町の金助という者がある年の秋も更けて、山へいった帰り道に大きなキノコをとって帰り、鍋に豆腐などと煮て食べると、家族8人は大いに笑い狂い、心配した親族が医者を呼び、医者が鍋のキノコを見て笑茸を食べたことを伝えると親族は安心し、その後中毒した家族は狂い倒れて熟睡し翌日には平静に戻ったという話が伝えられる。江戸時代の町奉行の手記『耳嚢』（みみぶくろ）には以下の逸話がある。小石川（現・東京）の大前孫兵衛の仲間が笑い出して止まらなくなり、山伏を呼んで祈祷したが止まらず、楓の下に生えたキノコを食べたとわかり笑茸だと判明したとか、伊豆に島流しにされた者の手記（八丈島、細川宗仙『八丈紀行』）では、シメジのようなものをとって食べていると島の住民が毒キノコだと言い、酒に酔ったようになり屋根、木の上など高いところへ登りたくなることから登茸（のぼりたけ）と呼ばれているものであった。他の書にも笑茸や踊茸の記載があるが、肝心のどういった形状かといった情報が欠けているため、菌類分類学者の川村清一は、具体的に知りたいと切望しており中毒例が出るのを待っていた。
1917年（大正6年）の石川県における玉田十太郎とその妻が、栗の木の下で採取したキノコを汁に入れて食べたところ、妻が裸で踊るやら、三味線を弾きだしたやらということであり、川村清一がワライタケ Panaeolus papilionaceus だと同定した。その3年前の『サイエンス』にはアメリカ合衆国メイン州における男女の中毒例の記載があり、ピアノを弾いたり飛んだり跳ねたりおかしくてたまらず、部屋の花束が自分を巻いているようだというような幻覚が起きたという。それからほどなく、1922年（大正11年）群馬県にて樫の切り株に生えたキノコを食べた青年が、昨年も中毒したのに気にも留めず、今年も同じ場所に生えたキノコを食べ中毒したという事例から川村がオオワライタケ Gymnopilus junonius だと確認し、欧米では中毒症状は知られていないと記した。 1920年には、化学的に薬剤として精製し、憂うつ者を快活するだろうと述べた川村の書を読んだ者が、そのようなキノコは伝説の話かと思っていたが、早くその薬を作り、笑ったことのないような今の官僚どもに服用させてみたいと記した。菌学者の今井三子が札幌にて中毒例に遭遇したキノコを1932年に、その中毒症状からシビレタケと命名。
日本における視覚体験の記録は1960年のシビレタケの中毒によって色彩の鮮やかな各種の色の模様や蛇が連続的に変化してとどまったものではないという40歳女性のものであり、夢幻状態の記録は、1972年のアイゾメシバフタケの中毒時のもので雲の上に持ち上げられ、紫のモヤが漂っており、多数の蛇が現れ締め付けられたというものである。

### 近代における発見
南米における古い古代史にはこのキノコの使用について記載されておらず、想像だとみなされていた。1915年にはアメリカの植物学者のW・E・サフォードが植物学会で発表し、その元となったスペインの年代記の作者がメスカリンを含んだサボテンだと思っていたという誤解もあったが、その謎に挑んだことに大きな意味がある。
メキシコのレコ医師はサフォードに反論してメキシコ南部山岳地帯で今なおキノコが使用されているとし、1938年までにハーバード大学の民族植物学者リチャード・エヴァンズ・シュルテスとバイトラナーの2人は現地でキノコを実際に発見し、住民の使用を確認、1938年に人類学者ジーン・B・ジョンソンがシエラマサテカにおけるワウトラ・デ・ヒメネスにてその秘儀に見物人として参列した。そしてジョンソンの記事はスウェーデンの『民族学研究』に掲載された。第二次世界大戦にて研究が一時中断することになる。

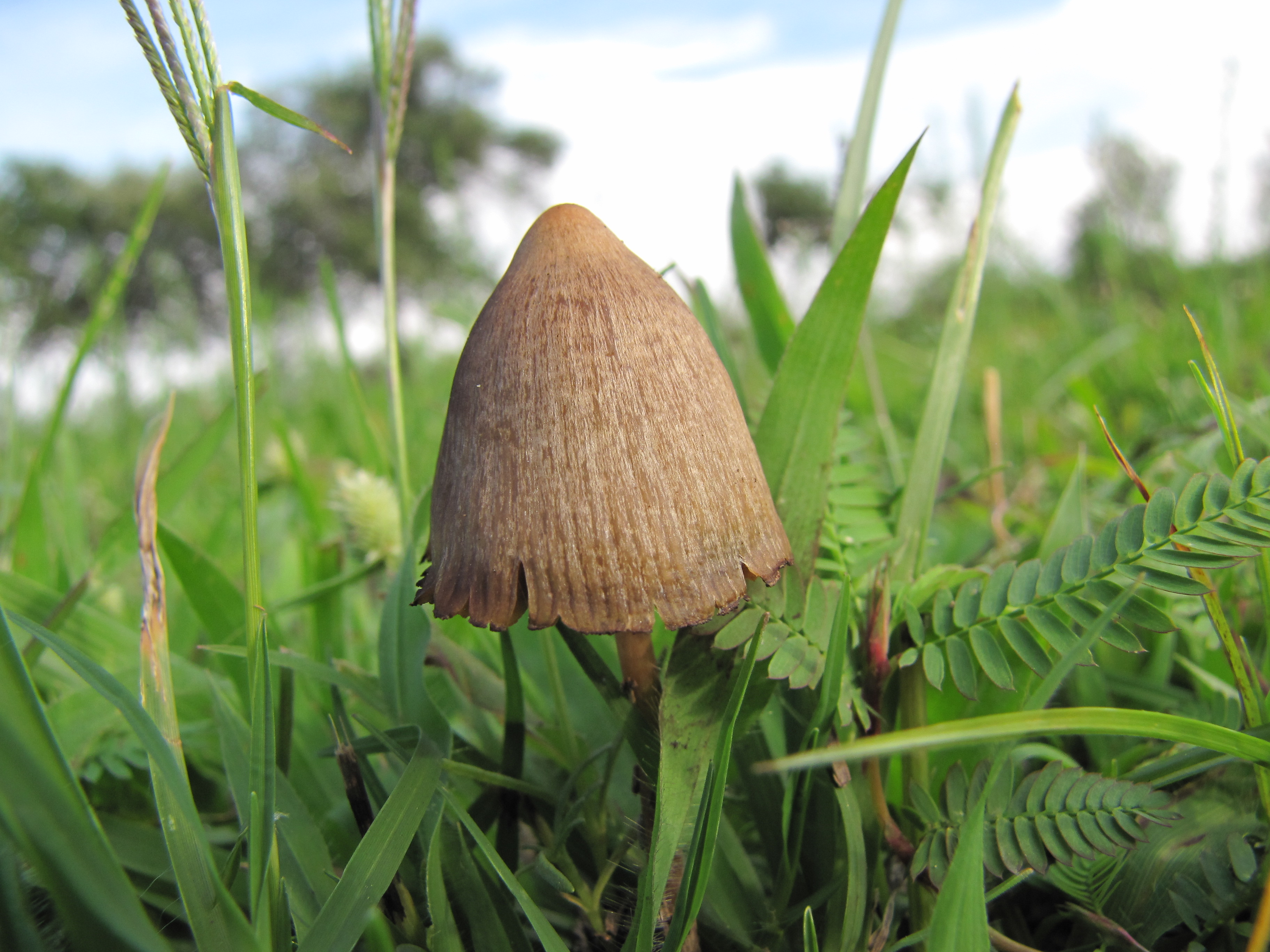
シロシベ・メキシカーナ Psilocybe mexicana（メキシコ）。マサテカ族はこのキノコを小鳥 (nizu) と呼び、近くに時々、コモロティスと呼ばれる石状の菌糸の塊を作る。

1953年、JPモルガン銀行の副頭取だったロバート・ゴードン・ワッソンは、ジョンソンの見出したマサテカの地に訪れ儀式について現地で発見し、1955年5月末にはメキシコのマサテコ族のマジックマッシュルームを用いた儀式に白人として初めて参加した。当時なお、聖なるキノコとして信じられており、秘術などではなく、神聖にして侵すべからずとして守られてきたことが判明した。前後5日は性的に禁欲し、その祭式は、古い信仰とキリスト教が混交しており、キノコはしばしばキリストの血と呼ばれ、血が土に落ちてそこから生えたキノコだとか、唾液が落ちて湿った地から生えたというように信じられており、キノコの効果によって話す言葉はキリストの言葉であるとみなされていた。サビオあるいはクランデロ（男性）、サビアあるいはクランデラ（女性）という聖職者を意味する称号の司祭に対し、自分の抱えた問題を質問し、儀式が催される夜中を通してキノコを食べ続けるものである。司祭は経文を唱え、皆が恍惚となると質問に対し司祭が、つまりテオナナカトルが回答するとみなされており、病める者には薬草を教える。ワッソンの体験は自著『キノコ―ロシアの歴史』（未訳 、Mushrooms, Russia and History, 1957）に記されており、幾何学的で色鮮やかな幻覚を見て、次第にこれは玄関に変わっていき、そこは宝石で彩られた宮殿であり、幻想上の動物が引く馬車がいて、そのような幻想の世界を漂ったのである。
フランスの国立歴史博物館所長の菌学者ロジェ・エイムはワッソンに同行し、キノコをPsilocybe mexicana Heimと命名した。研究室で栽培し、人工栽培に適していることが確認された。フランスとアメリカの製薬会社がその成分の抽出に興味を示したが成果はなかった。
LSDを合成、発見したスイスのサンド社の化学者アルバート・ホフマンは、幻覚を生じさせるサボテン以外にそうした植物は知らなかったため、1956年にワッソンに関する新聞記事を読んで興味を持っていたが、そこには詳細までは書かれていなかった。翌年、ロジェ・エイムが、パリのサンド社を介してメキシコのキノコの化学的研究を行ってくれないかと問い合わせ、ホフマンが研究を開始することとなる。しかし成果はなく、パリで栽培したため成分がなくなっていないかを確認するためにホフマンは自らをモルモットにし、メキシコ風の色彩が見え、助手の医師がアステカの司祭に変化しており、次第に抽象的な像が揺れ動く内面的なトリップへと変わった。このようにして有効成分がまだ存在することが確認されたが、難航し、モルモット役をかって出てくれた多くの同僚の手も借り、ついに最新の分留法によって成分を純粋な状態に精製し、2種類の分子構造をシロシビンとシロシンと名付けた。その化学構造はLSDに類似していた。（またアステカのオロリウキからリゼルグ酸アミドを抽出しLSDと近いものであった）
サンド社はシロシビンの錠剤商品インドシビン (Indocybin) を製造。ワッソンの発見は、1957年にアメリカの雑誌『ライフ』誌にて『魔法のきのこを求めて』(Seeking the Magic Mushrooms)として掲載される。「マジックマッシュルーム」という用語は、『ライフ』の編集者が考えたものであった。キノコはメキシコにのみ育つと信じられており、キノコを探して旅行者が訪れた。日本の石川元助も1965年6月に、ワッソンを導いたシャーマンのマリア・サビーナの元を訪れ、東洋人初のその体験を発表した。彼は目の前に置かれた27本のうち22本のキノコを食べ、モザイク模様の素晴らしい色彩の世界が出現したかと思えば、色のついた玉が飛んできて、あるいはそれが帯となって包まれたりといったことから地獄、死の恐怖を感じたが、突然高笑いをはじめ1時間以上も続いたものであった。

### 研究と乱用のせめぎあい
1960年代にはハーバード大学で大規模なシロシビン実験が行われる。1960年にメキシコでマジックマッシュルームを食べた心理学教授のティモシー・リアリーは、神秘体験をして衝撃を受け、オルダス・ハクスリーやリチャード・アルパートらと共に研究を開始。刑務所の囚人での研究や、400人ものハーバード学生らにシロシビンの錠剤を投与した結果、前向きな変化が現れることを確認。神学校の学生に投与した研究では、10人中9人が本物の宗教的な体験をしたと報告した。しかし、この時代にはLSDが豊富に出回り、キノコはまだ栽培法が出回っていなかった。
乱用により1971年の向精神薬に関する条約にて、シロシビンは規制された。メキシコがキノコ自体を規制しないように呼び掛けた。
1970年代に入ると、LSDの規制に伴いナチュラルな幻覚剤の人気が上昇する。世界中でシロシビンを含むキノコが発見されるのである。マジックマッシュルームが登場するカルロス・カスタネダの『呪術師と私―ドン・ファンの教え』や、テレンス・マッケナ、デニス・マッケナ兄弟による、『マジックマッシュルーム栽培ガイド』（未訳 Magic Mushroom Growers Guide）が出版され、『ハイ・タイムズ』などのカウンターカルチャー雑誌は、自宅でマジックマッシュルームを簡単に栽培するための胞子や栽培キットの販売を行うようになった。

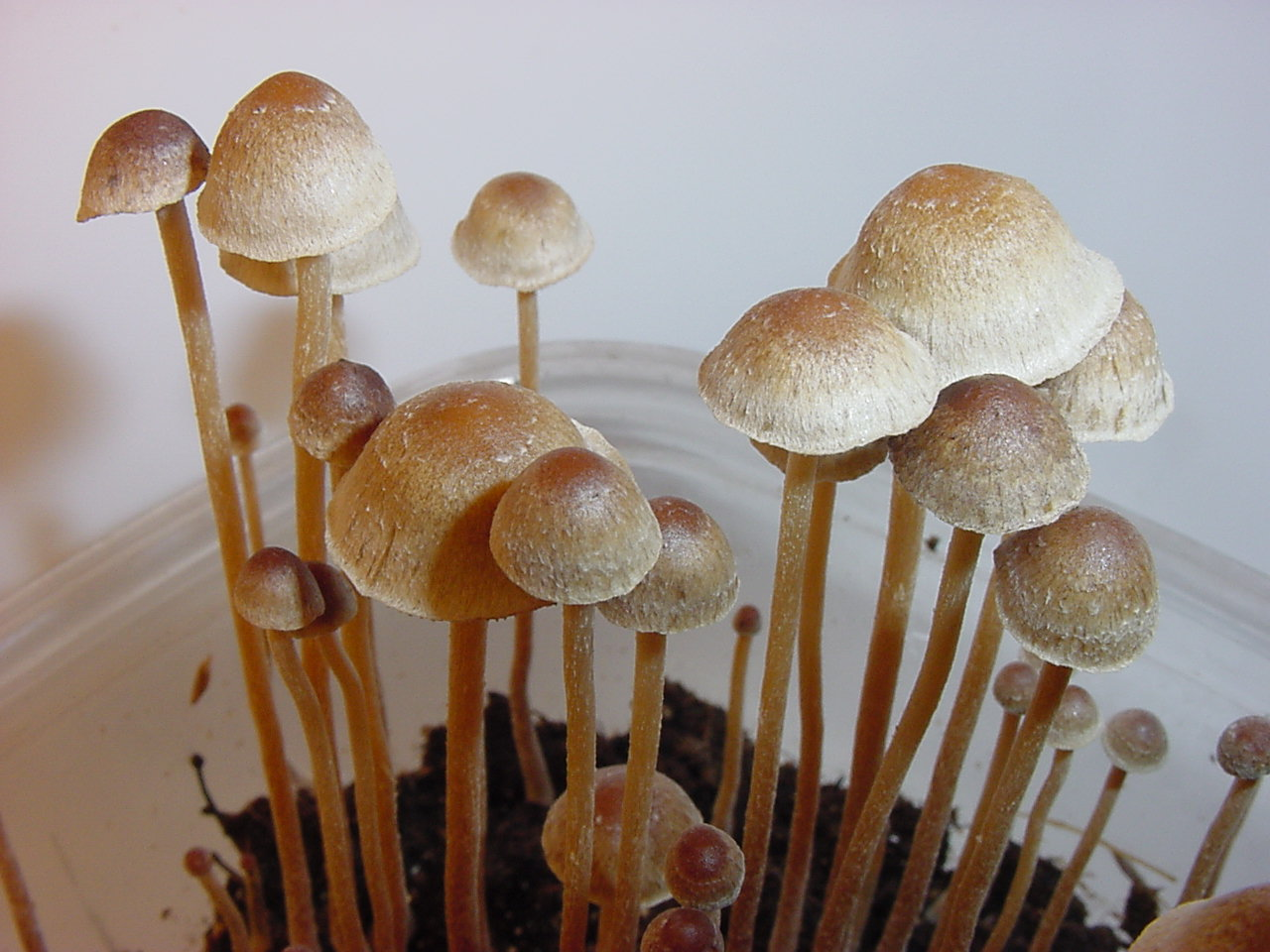
シロシベ・タンパネンシス Psilocybe tampanensis。この菌種の唯一の発見者であるスティーブン・ポロックはHidden Creek社を設立し、タンパネンシス培養キットのコスミック・コモティを販売した。

1977年9月3日、フロリダ州タンパ市郊外にてスティーブン・ポロックが採取したキノコは、シロシベ・タンパネンシス Psilocybe tampanensis と名付けられ人工栽培され広まることになるのだが、それ以来誰もこのキノコを発見していない。ポロックは1979年には国際向精神性植物学会を開催してこのキノコについて発表する。このキノコは菌核を作るという珍しい特徴を持ち、菌核には幻覚成分が含まれマサテカ族は小鳥（シロシベ・メキシカーナ）の近くに埋まっている菌核をコモロティスと呼びキノコよりも素晴らしい、神の一部として大切にしたものである。
アメリカのテルユライド地域(Telluride)では、1980年からこうしたキノコの祭典であるテルユライド・マッシュルーム・フェスティバルが毎年開催されている。1987年にはガストン・グスマン（多くの菌種を発見）が、著書『シビレタケ属』（未訳 The Genus Psilocybe）にて、467種の約半分223は存在しなかったり類似の種とした。
1994年に放送されたNHKスペシャル『驚異の小宇宙 人体II 脳と心』（第6集：果てしなき脳宇宙―無意識と創造性）は、メキシコの女性のシャーマンがキノコを食べて治療を行う姿が取材された。キューバでの発見にちなんだPsilocybe cubensisは、日本で1967年にシビレタケモドキと命名されたが、1997年に日本菌学会にて和名がミナミシビレタケに決定されたことが報告された。
日本で「観賞用」として露店でも構わず販売されていたが、2001年4月に俳優の伊藤英明が摂取して警察が出動する騒ぎを起こすなど社会問題化した。2002年6月6日から規制された（#法規制に詳細）。第3次小泉内閣時の2005年10月に、首相官邸の植栽にヒカゲシビレタケが生えているのが発見された。日本に自生する種であるため不自然なことではない。

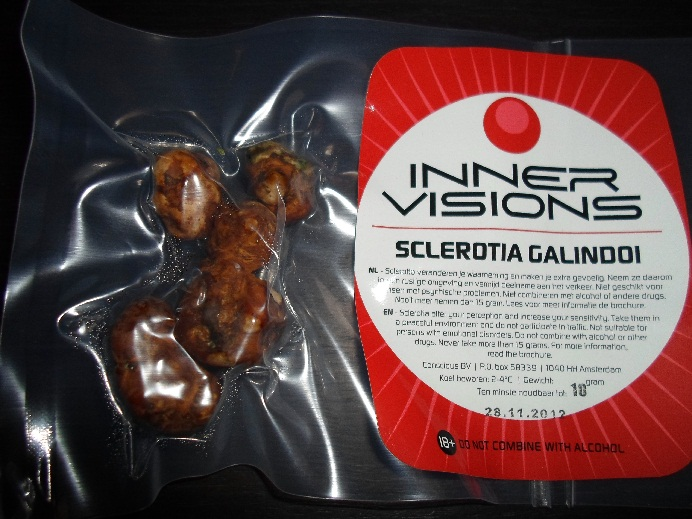
マジックトリュフ。enが形成したもの。いわゆるキノコとは、菌類の生殖のための構造物である子実体（しばしば突起物）のことであり、対して菌核は厳しい環境にて形成される菌糸の塊である。

オランダでは規制されたマジックマッシュルームに変わり、マジックトリュフが販売されている。他の俗名にはマジックストーンとか、賢者の石 (Philosopher's stone) があり、シロシビンが含まれている菌核はキノコを禁止する法律に含まれていない。
うつ病や、薬物依存症、群発頭痛を治療するための臨床試験が進行しており、ロンドンの研究者はシロシビンが薬として利用可能になるのは不可避なことだと考えている（抗うつ薬の研究は行き詰っている）。先行するアメリカでの強迫性障害に対するシロシビンの有効性から、2010年までに高崎健康福祉大学にて日本原産のきのこヒカゲシビレタケの基礎研究が行われ、マウスに対するヒカゲシビレタケ抽出物のキログラム当たり0.1-1グラム投与では、抗強迫作用が見いだされた。

## 種類
マジックマッシュルームの多くは、シビレタケ属 Psilocybe やヒカゲタケ属 Panaeolus に属する。約400種あるシビレタケ属の1/4が幻覚性であり、約100種あるヒカゲタケ属の1/10もそうであり、ヒカゲタケ属の大半は草食動物の糞に生育する。多くの種が存在し、その大きさや形態、生育地、シロシビン含有率は様々である。高熱や圧迫感などを受けると表面に青色をおびる種が多い。2010年代頃にはシビレタケ属のうち青変しない種はDeconica属へ移動されてきている。
ゲノム配列が決定されたシロシベ・キアネセンス Psilocybe cyanescens、アイゾメヒカゲタケ Panaeolus cyanescens、ムラサキチャツムタケ Gymnopilus dilepisでは、シロシビンの合成に関わる酵素のための遺伝子の類似性は75-95%と高く、またこうした属の異なるクラスター間における遺伝子の流動が分析されているが、昆虫の行動の調節因子としてシロシビンが産生されるようになったことが示唆される。
代表的なマジックマッシュルーム
- ミナミシビレタケ Psilocybe cubensis 北アメリカ南東部、中央、南アメリカ、南アジア、オーストラリアの牧草地によく発生し、糞にたまに発生[54]。主に熱帯から亜熱帯。シロシビン含有率は重量当たり0.09%（ドイツ）[55]
- リバティーキャップ（英語版） Psilocybe Semilanceata 北アメリカ、ヨーロッパ、アジア、オーストラリア、ニュージーランドの牧草地、草地によく発生し、たまに糞上に発生する[54]。シロシビン含有率は0.23%（ドイツ）[55]。
- ワライタケ Panaeolus papilionaceus 北中央、南アメリカ、ヨーロッパ、北アフリカ、北アジア、オーストラリア、ニュージーランドの牧草地、草食動物の糞によく発生し、傘が変化に富み、かつては数種に分けられていた[54]。
- オオワライタケ Gymnopilus junonius 糞ではなく木の株に生え、樫（カシ）、楢（ナラ）、リンゴ、トネリコの木に生えることが知られる[25]。北南アメリカ、ヨーロッパ、北アフリカ、アジア、オーストラリア、ニュージーランドの林地、広葉樹、まれに針葉樹の、幹、切り株、埋もれた木によく発生[54]。独特の深い臭いがあり、臭いで覚えられる[56]。汗臭い。
- シロシベ・キアネセンス（英語版） Psilocybe cyanescens シロシビン含有率は0.43%（ドイツ）と高い[55]。大きなカサを持つ6-8cm程度のキノコ。硬材に発生。
- シロシベ・タンパネンシス（英語版） Psilocybe tampanensis 亜熱帯性で好糞性、1977年9月3日にフロリダ州タンパ市郊外でスティーブン・ポロックによって初めて採取され人工栽培され広まることになるのだが、それ以来誰もこのキノコを発見しておらず、菌核（英語版）を作るという珍しい特徴を持つ[7]。

### 日本
黄色背景: 厚生労働省が取締り対象の参考として通達した菌種。日本のシロシビン含有キノコの出典：。

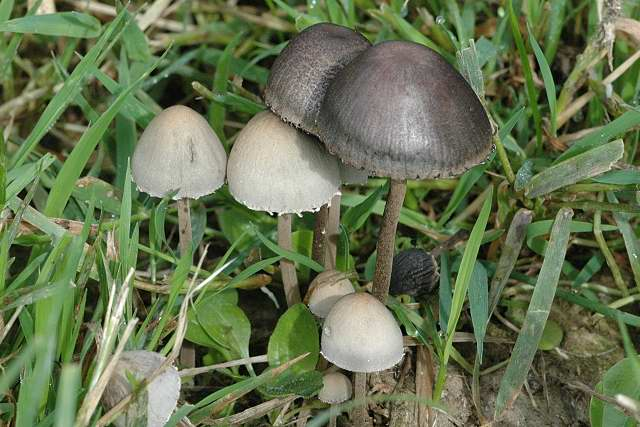
ワライタケ Panaeolus papilionaceus 石川県、栗の木[25]。6月から10月の本州、北海道[59]。沖縄、庭の菜園[60]。
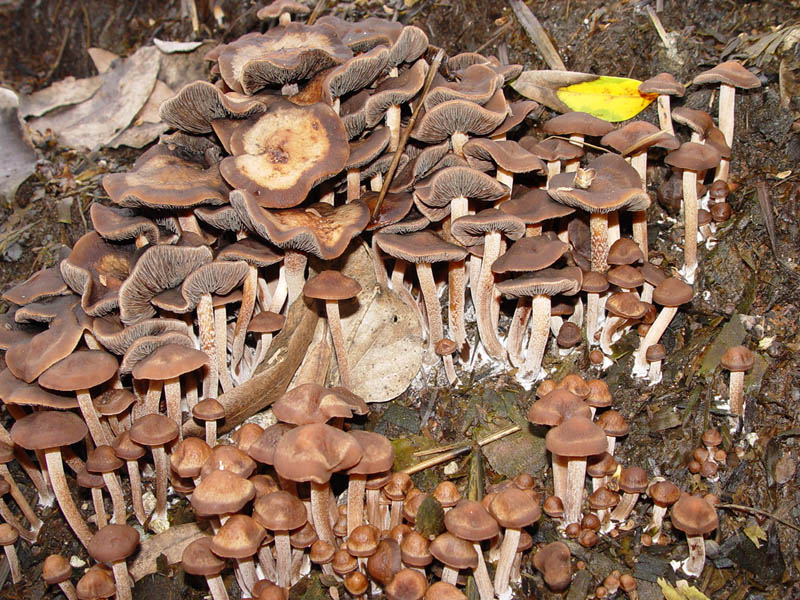
センボンサイギョウガサ Panaeolus subbalteatus 糞や堆肥化した土地に発生し、何千本も群生することも[58]、ワライタケより成分が多い[61]、北海道[62]、宮城[58]、茨城県岩瀬[61]、沖縄[60]。
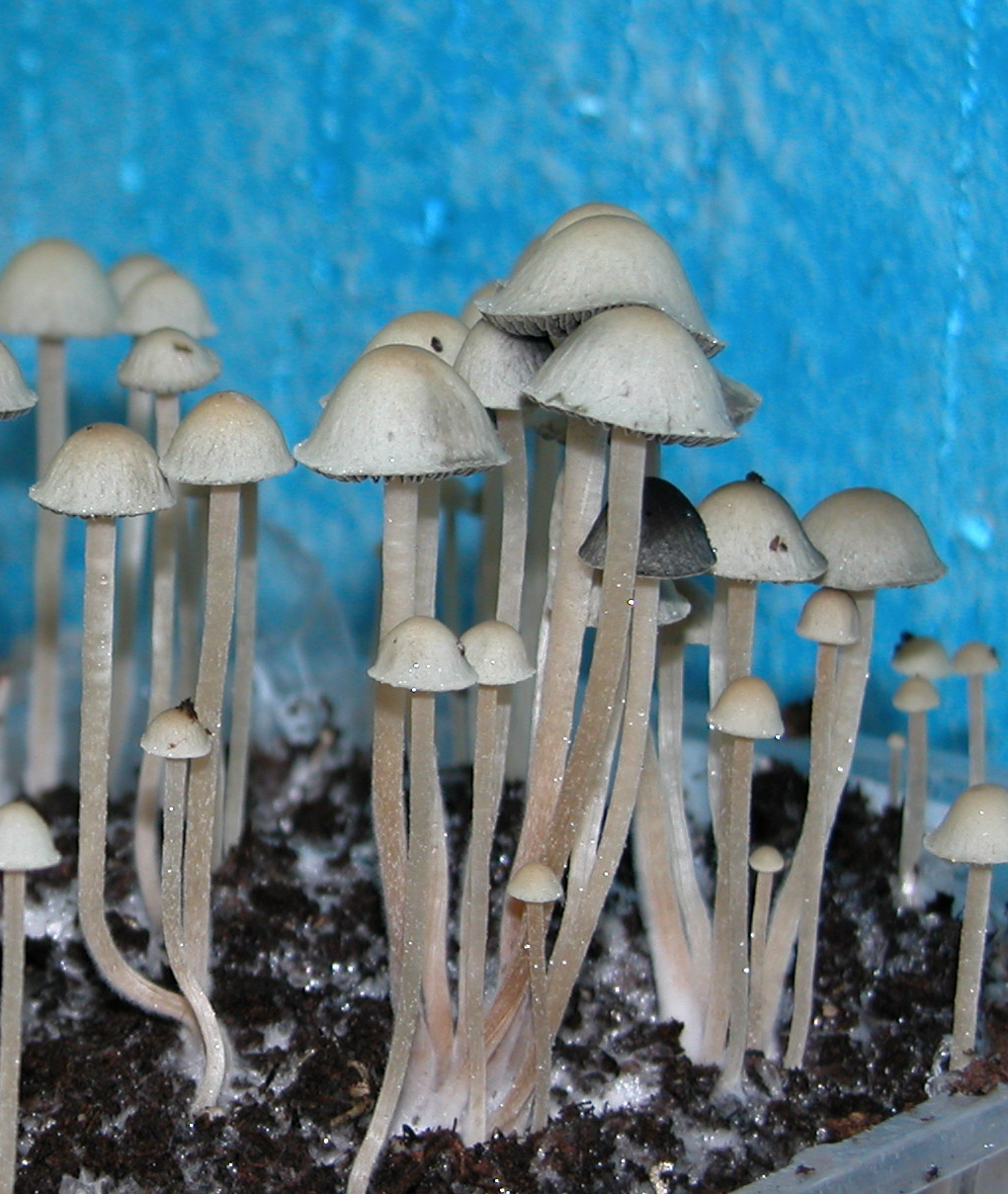
アイゾメヒカゲタケ Panaeolus cyanescens 石川県[63]、沖縄、傘0.42%柄0.16%（沖縄）[60]。当初、小笠原諸島にて発見されパナエオルス・トロピカリス Panaeolus tropicalisとされたが後にグスマンの教示を受けた[64]。
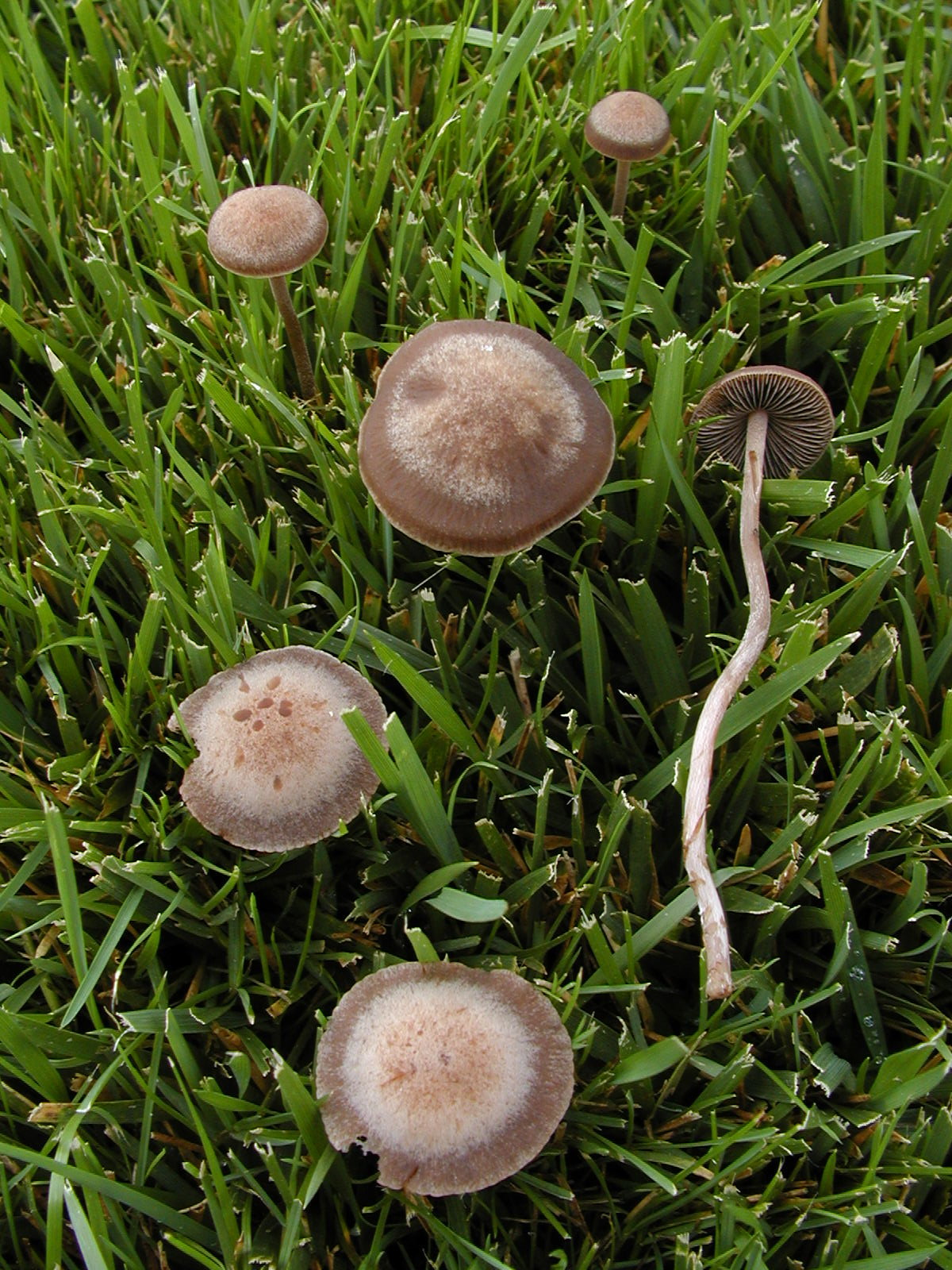
ヒメシバフタケ Panaeolus foenisecii

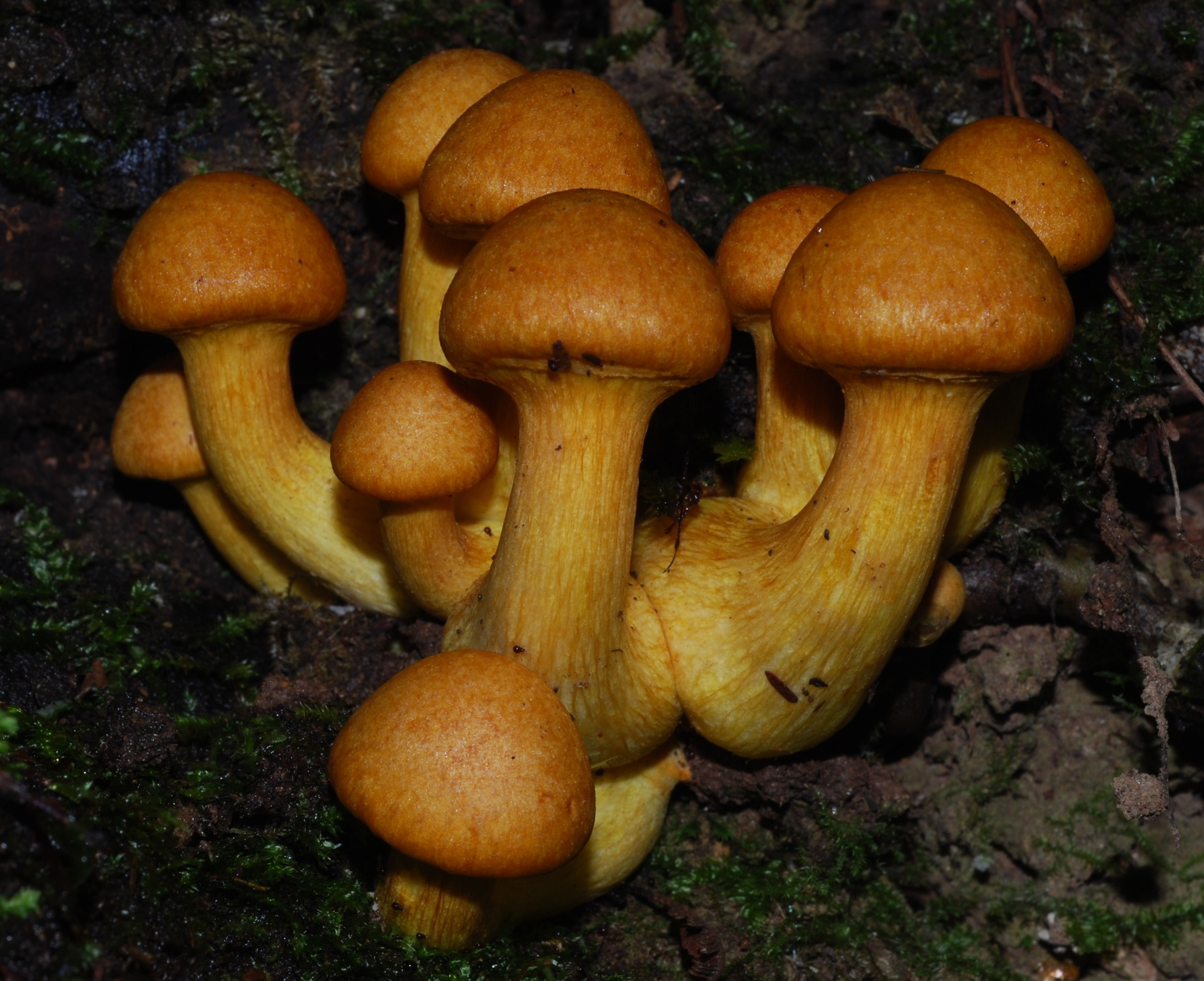
オオワライタケ Gymnopilus junonius 日本のオオワライタケからシロシビンは検出されずジムノピリンが神経に作用するとみなされている[58][65]。東北地方やフランスでは毒抜きして食用[66]。群馬、樫の木、新潟の楢の木[25]。9月の東京渋谷区、10月の町田市[67]。富山、樫の木[68]、石川県[63]、宮崎神宮[69]。
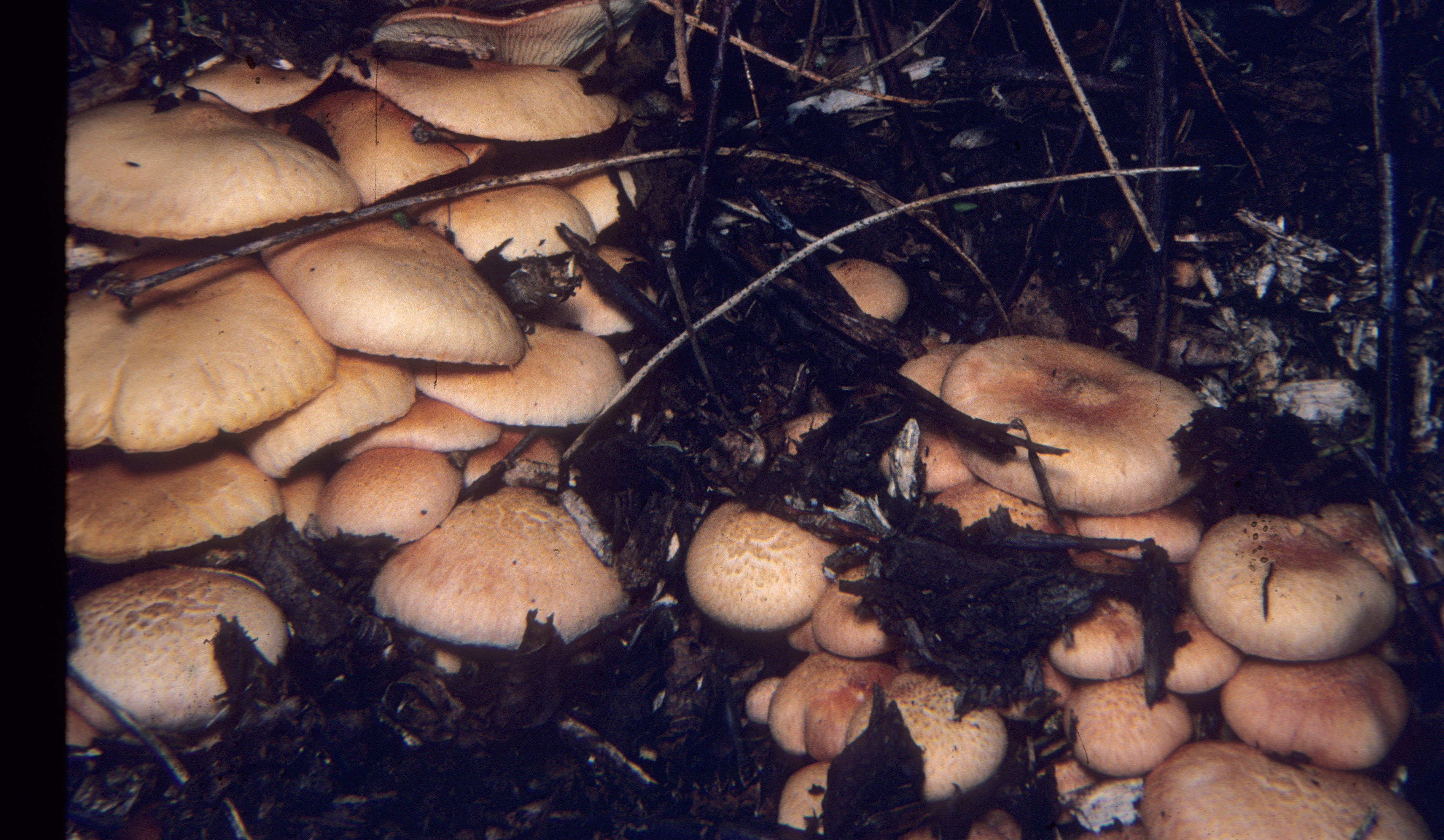
ミドリスギタケ Gymnopilus aeruginosus アメリカではシロシビン検出[58]。北海道[62]、石川県[63]、東京中央区や葛飾区[67]、茨城岩瀬[58]、書籍によって食用[67]。
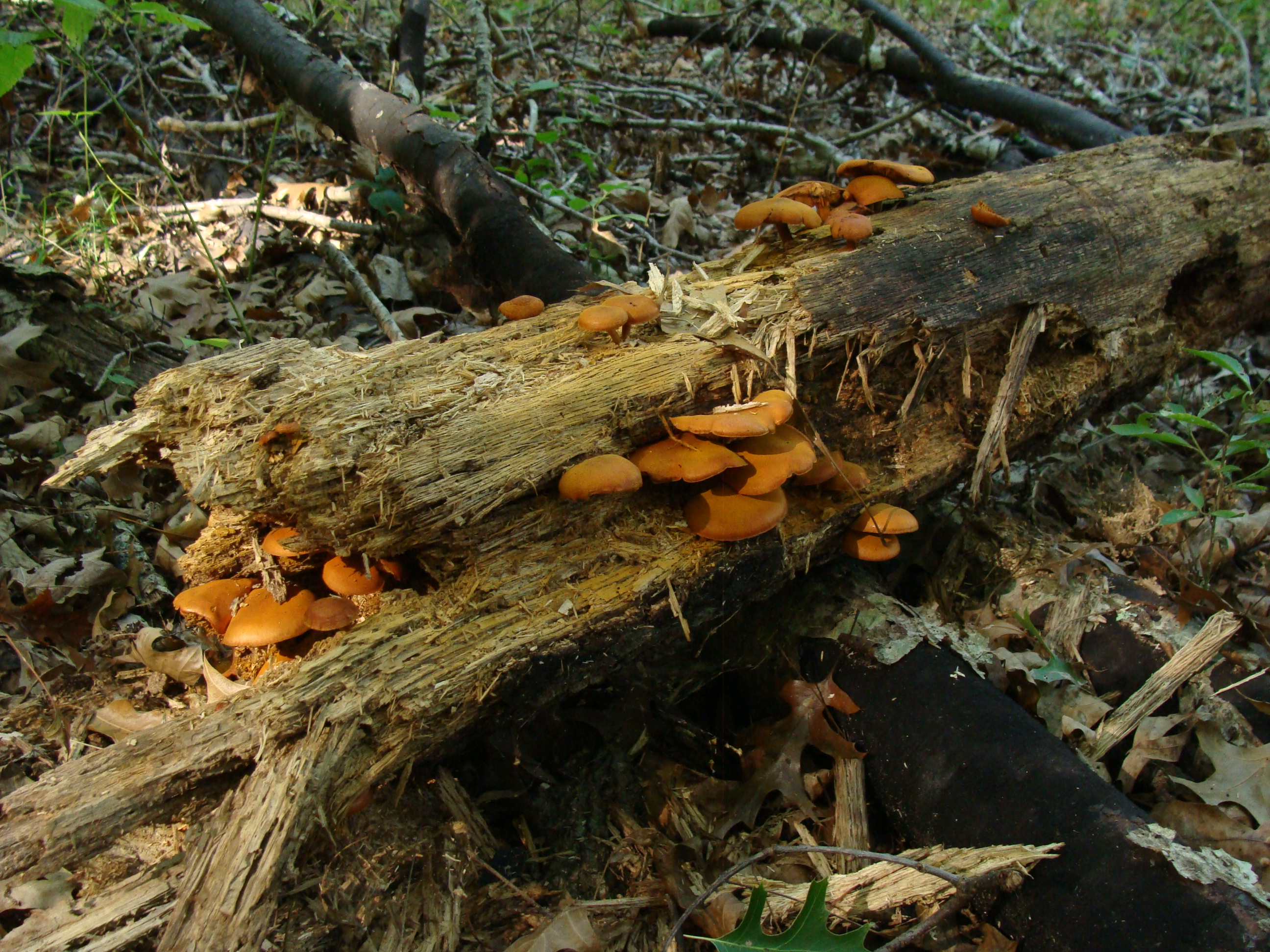
チャツムタケ Gymnopilus liquiritiae 石川県[63]。シロシビンの検出は少量[28]。
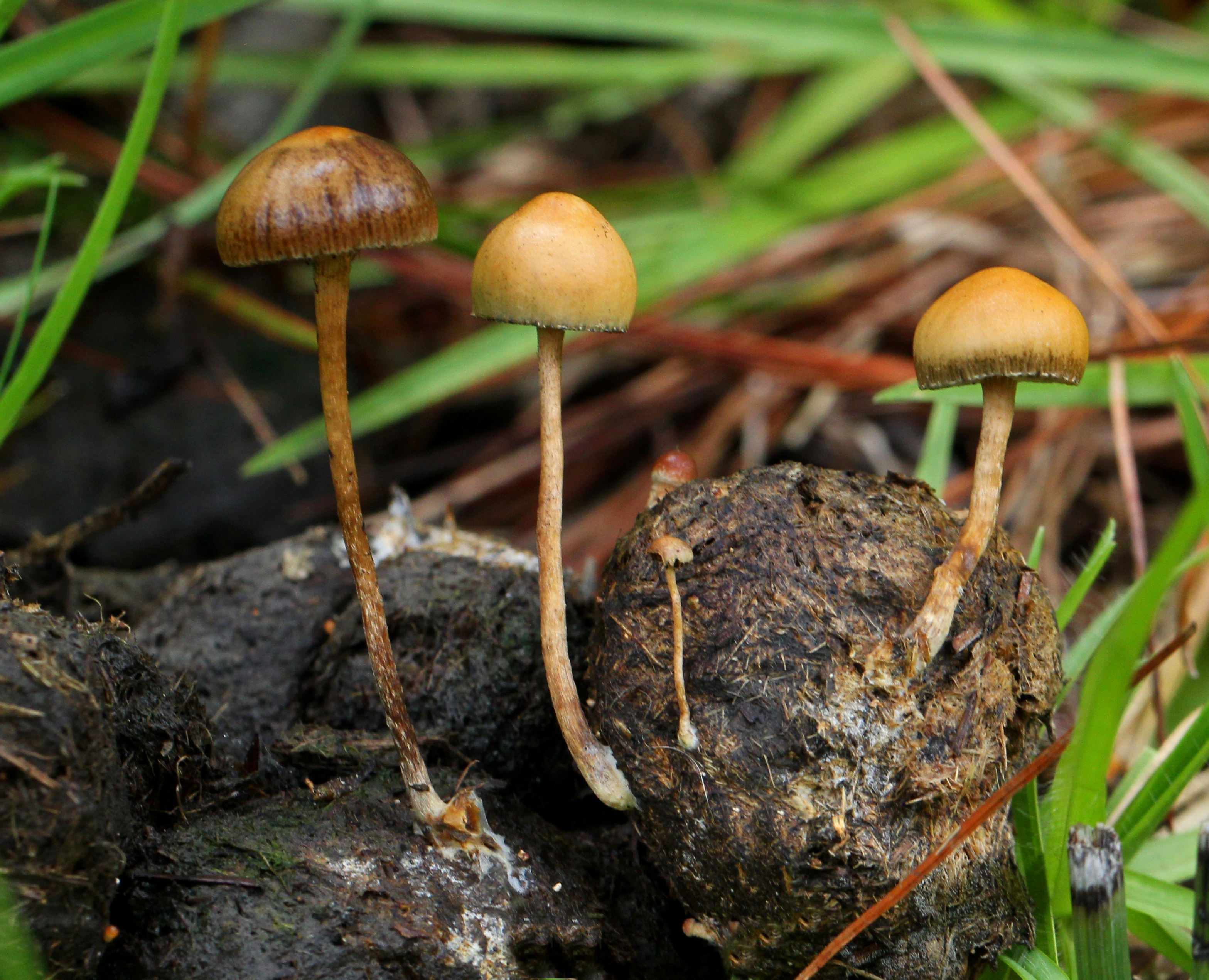
トフンタケ（英語版） Deconica coprophila ウサギの糞など糞に発生。変色性がないため分類上Deconica属へ移動された。北海道[62]、長野菅平、千葉九十九里浜[58]、石川県[63]。大津市、書籍によって毒性なしの記載[61]。

- ヒカゲシビレタケ Psilocybe argentipes 半日陰の場所に春から秋に発生[58]。公園や道端の草地など身近にも発生[56]。7月の滋賀県彦根、8月から11月の山形県より以南[59]。宮城県名取市の堆肥化した雑草地[70]。茨城県笠間[58]。日本菌学会による日本菌類百選に日本原産の幻覚キノコとして選出されている[71]。
- アイゾメシバフタケ Psilocybe subcaerulipes ひとつ上のヒカゲシビレタケの類似種で、こちらの方が小さい[58]。茨城県水戸のゴルフ場芝生[72]。
- シビレタケ Psilocybe venenata 札幌[27]。
- アイセンボンタケ Psilocybe Fasciata シビレタケに酷似し同種との説もある[58]。本州[73]、長野、茨城[58]。
- ミナミシビレタケ Psilocybe cubensis 沖縄、傘0.03%柄0.02%（沖縄）[60]。
- オオシビレタケ Psilocybe subaeruginascens 石川県[73]、熊本[58]。

- ツヤマグソタケ Anellaria antillarum 糞生菌。北海道[62]、石川県[63]、宮崎[69]。
- ツバナシフミヅキタケ（英語版） Agrocybe farinacea 北海道[62]、石川県[63]、東京杉並区[67]、茨城、京都[58]。個体によって成分の検出がなかった[28]。

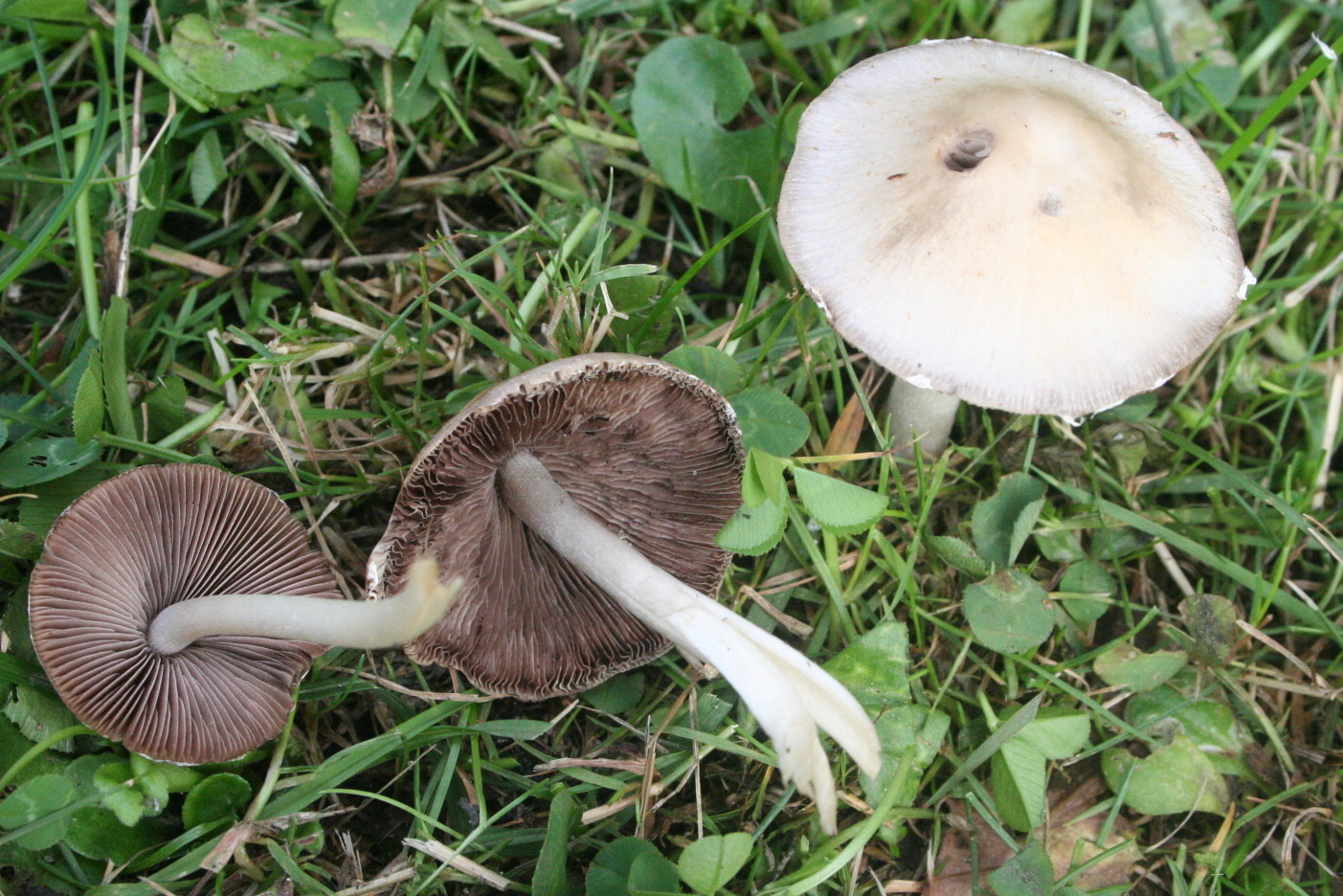
イタチタケ Candolleomyces candolleanus 世界的に分布。北海道[62]、東北地方[74]、栃木日光[58]、東京渋谷区や八王子[67]、大阪、書籍によって食用の記載[61]。個体によって成分の検出がなかった[28]。
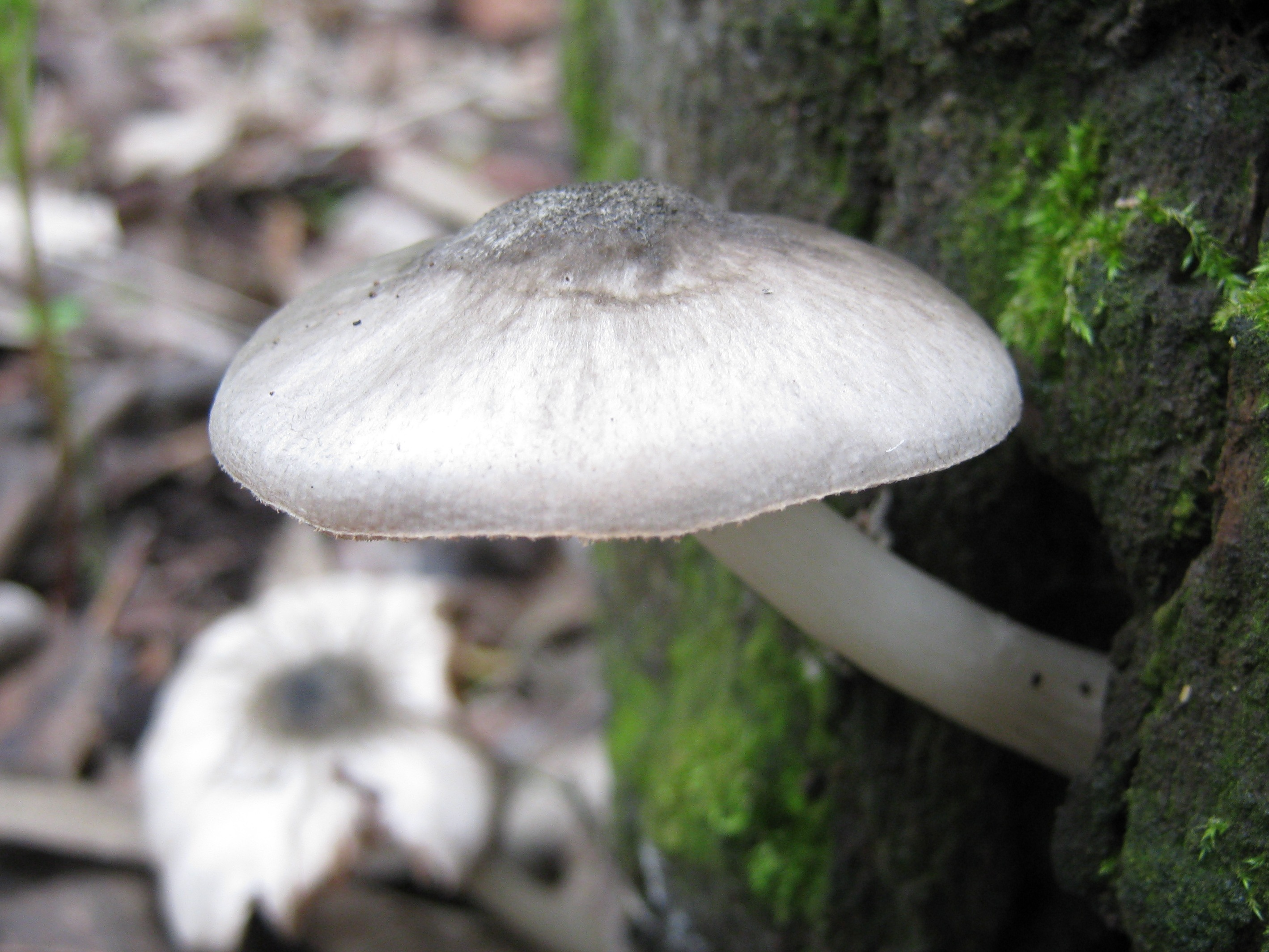
ビロードベニヒダタケ（英語版） Pluteus salicinus 本州、北海道[62]。
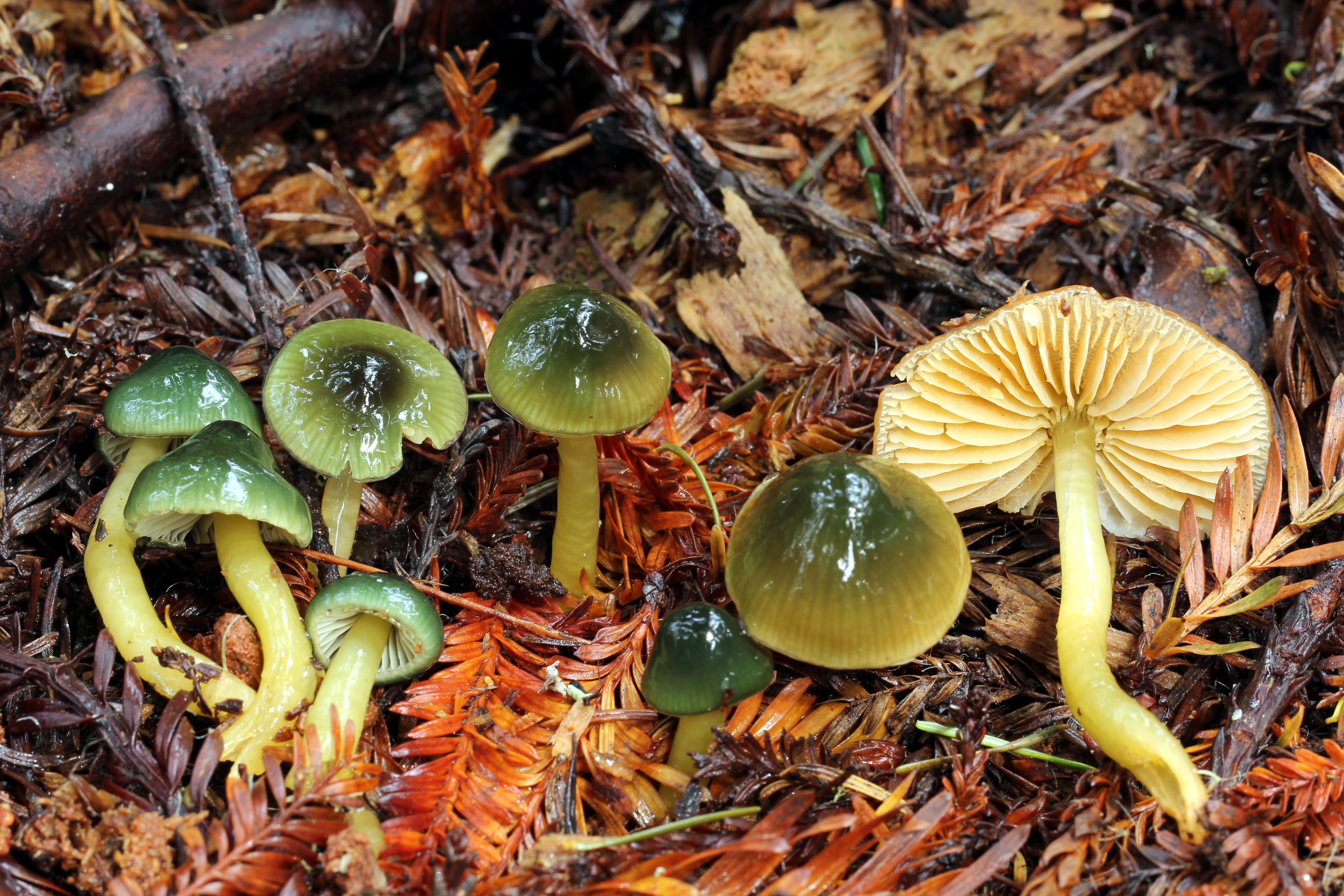
ワカクサタケ Hygrocybe psittacina 外国産のものから成分を微量に検出[58]。石川[73]、東北地方[74]、栃木奥鬼怒[58]、茨城県岩瀬[61]。
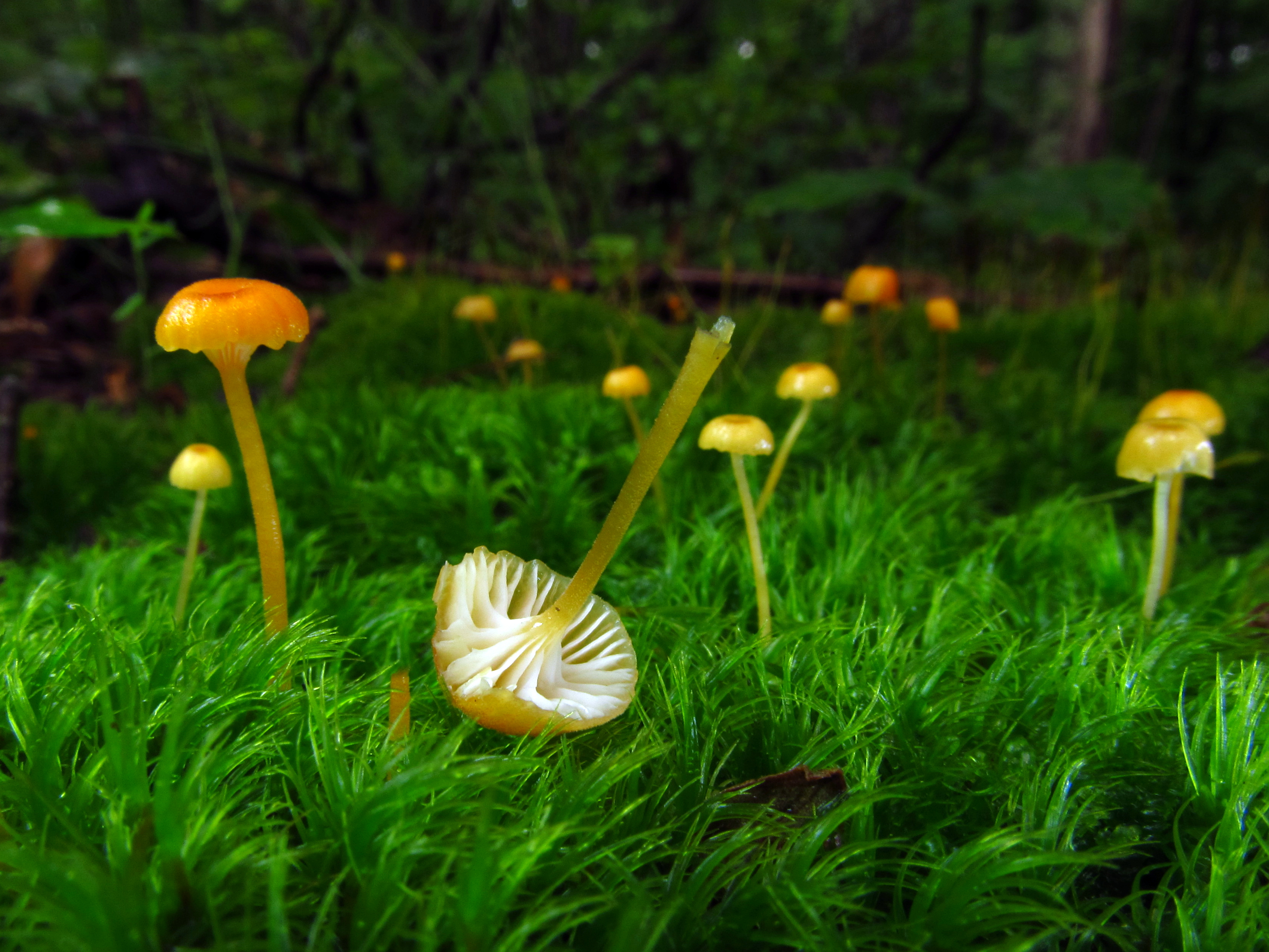
ヒナノヒガサ Rickenella fibula 林や庭園のコケに群生し非常に小型[58]。北海道[62]、東北地方[74]、石川県[63]、京都[58]。

## 栽培

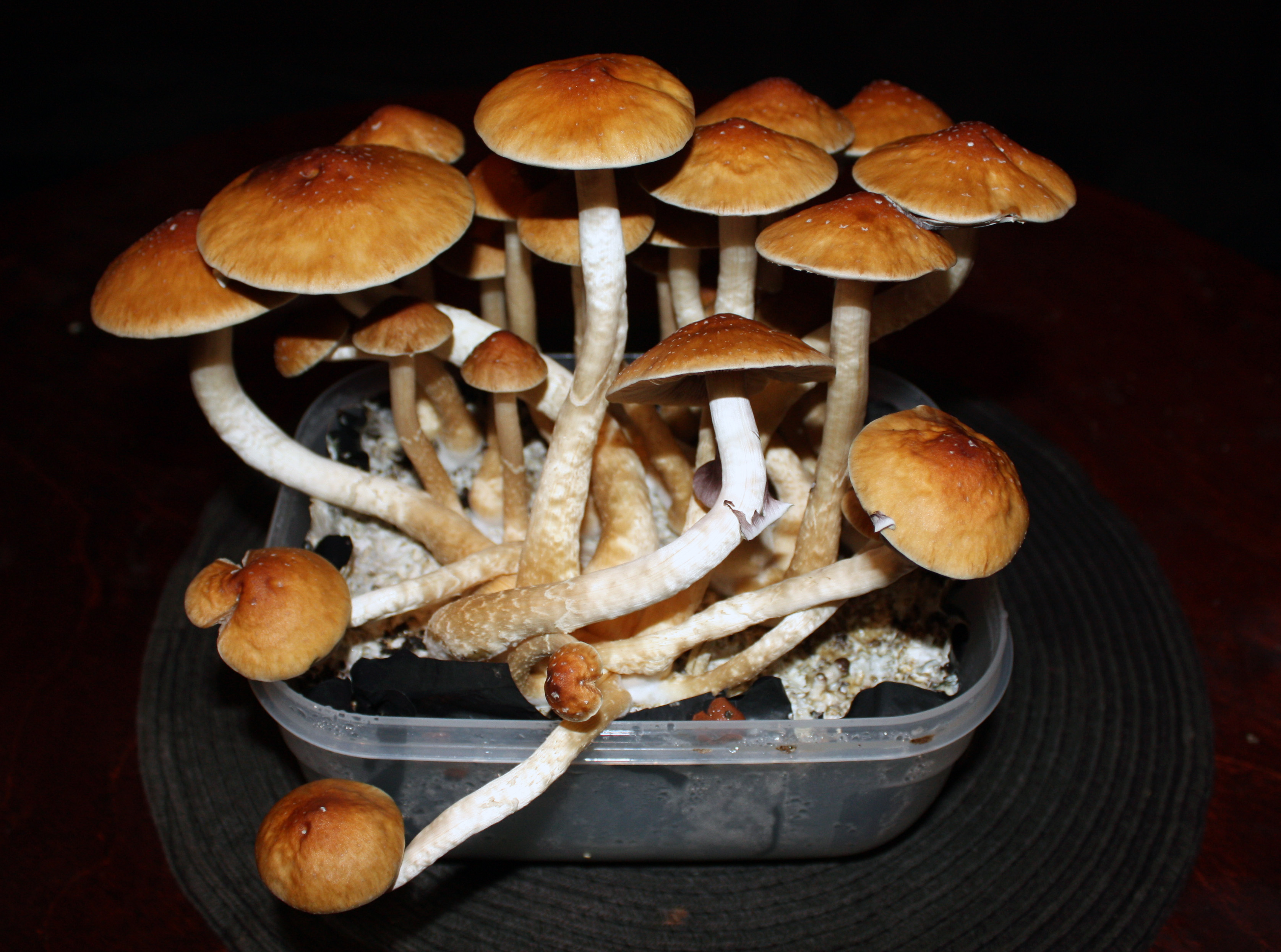
パックで栽培されるミナミシビレタケ。

1960年代にはキノコ栽培法のパンフレットが出回り、1970年代にはテレンス・マッケナらの『マジックマッシュルーム栽培ガイド』Magic Mushroom Grower's Guide が出版される。1983年のThe Mushroom Cultivator。その後も続いており、1991年には技術を簡略化した『シビレタケの技』 The Psilocybe Technique、1996年には過酸化水素を減菌した培地を維持する薬品として用いる『キノコの簡単な育て方』 Growing Mushroom Easy Way、その後の書ではポール・スタメッツの書が有名とされ、インターネット上にも情報が増加している。
野生のキノコや、専門店の胞子を寒天培養して菌糸を育てる際に、殺菌処理が欠かせない。マッケナの著書では密閉した瓶で栽培するが、後の著書はトレイや桶を使うようになっている。部屋の片隅に水槽を置いておけば数週間で収穫できる。
また、収穫後に乾燥させることについても紙面が割かれている。メキシコ人が行うようにハチミツに入れ貯蔵する方法もあるが半年程度で成分が分解されてしまう。どの本でも急速乾燥させた後、酸化を防ぐため密閉された容器に入れ、冷凍保存することを推奨している。
成分を含む菌核は、シロシベ・メキシカーナ Psilocybe mexicana、シロシベ・タンパネンシス Psilocybe tampanensis、シロシベ・カエルレセンスの変種 var caerulescens が形成し、タンパネンシスでは真っ暗な環境で温度24度を保つと3か月で作り、メキシカーナは3週間で作る。菌核は放置すると石のように固くなり、何年も生き続ける。

## 作用

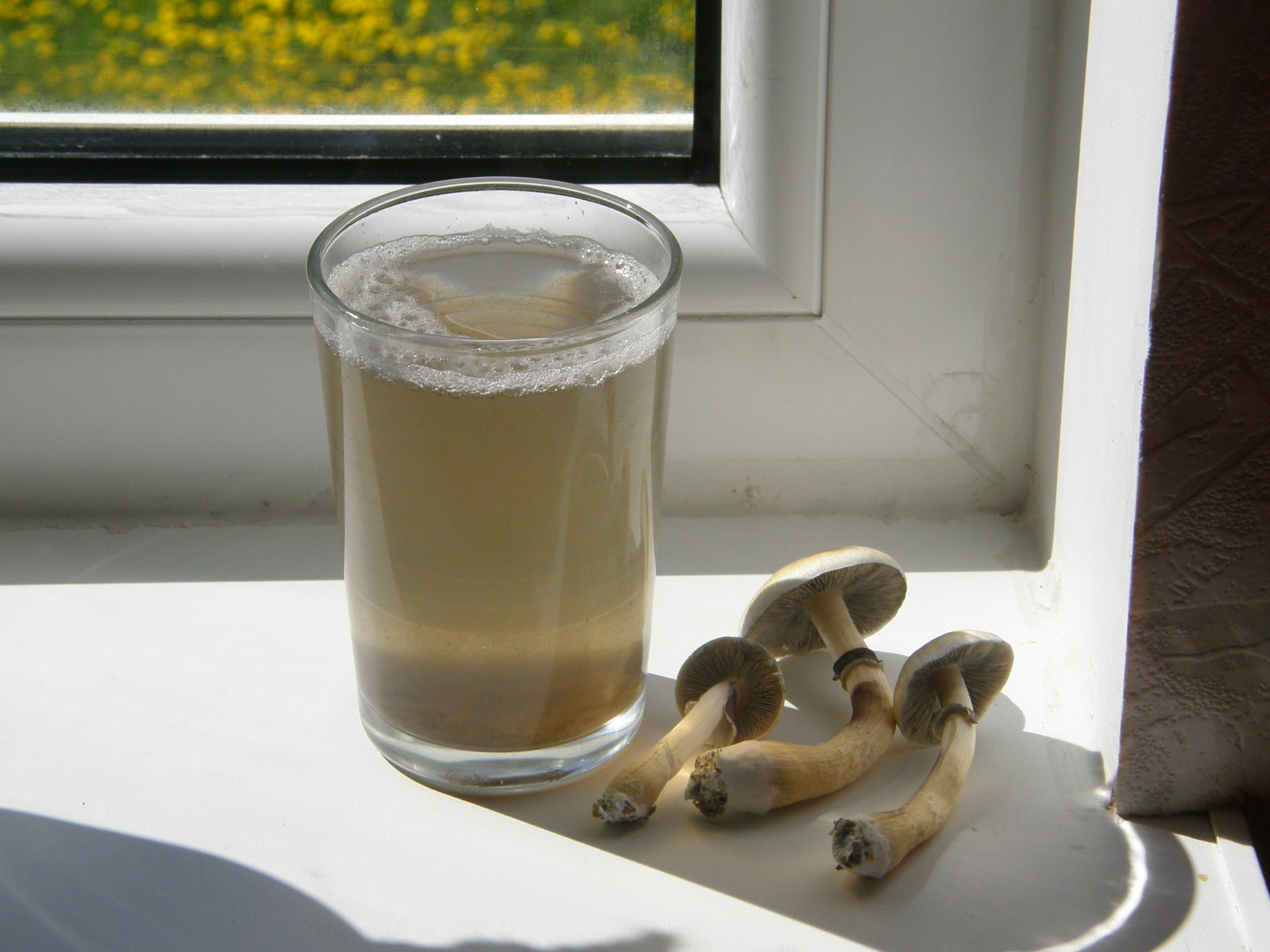
ミナミシビレタケのキノコ茶。

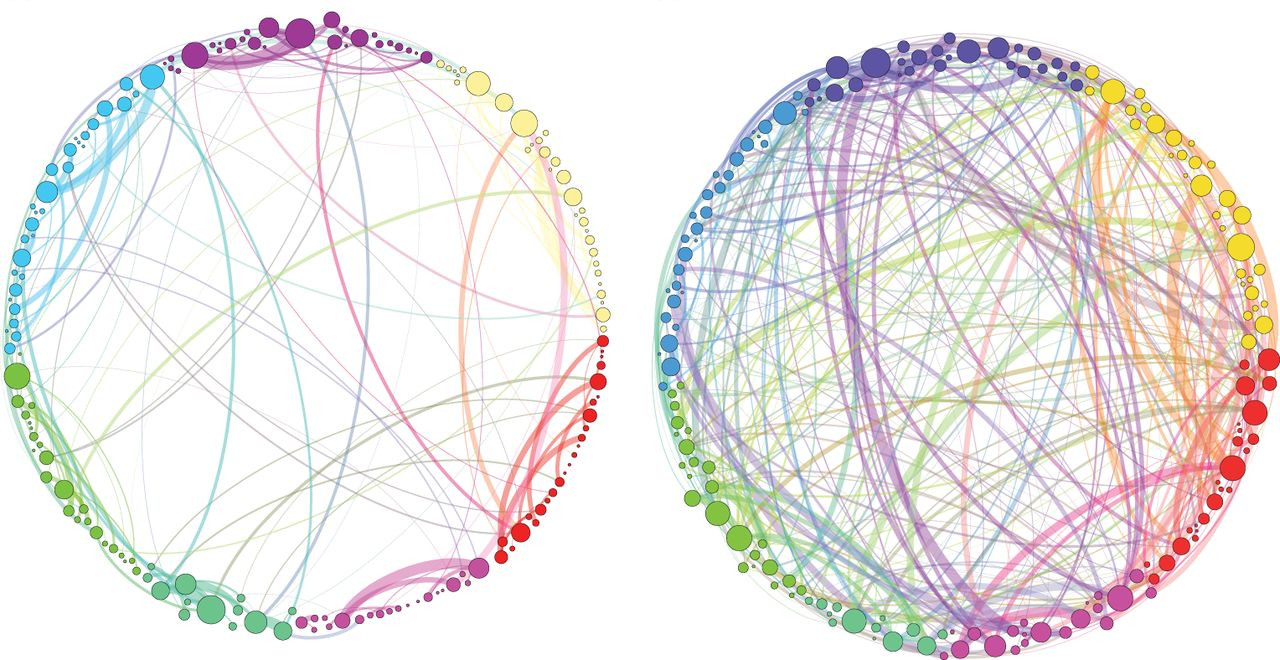
脳の異なる部位が連絡して働く様子を視覚化した図。右：シロシビン影響下にて脳の各部位は多様に連絡しあう。左：通常時。

こうしたキノコには、催幻覚性のシロシンとシロシビンが0.03-1.5%の濃度で含有され、熱にも安定しており、破壊除去されないため、調理して摂取されることもある。紅茶、スープ、シチュー、オムレツなどに入れて摂取することがある。発作などの重症はきわめてまれで、死亡例もほとんどない。
摂取より1時間ほどで効果が現れ、5時間から6時間ほど持続する。シロシビンは、シロシンのリン酸エステルであり、共に同じ作用があるが、シロシンが酸素によって急速に壊れるのに対し、シロシビンは極めて安定している。LSDと共通の化学構造と幻覚作用があるが、作用時間はシロシビン4-6時間に対しLSDのは8時間以上と長く、またこれらはセロトニンに近い構造を持つ。セットとセッティング、つまり誰と、どこで、なぜ、どうやって摂取するかによって体験の良し悪しは左右され、不快な体験であるバッド・トリップは不適切なセッティング、特に初めてだったり、多量に服用すると起こりやすい。
肉体的作用脱力感、悪寒、瞳孔拡散、嘔気、腹痛などが挙げられる。一般的には、嘔気、腹痛、悪寒は摂取後より1時間ほどで収まる。脱力感は使用時の状況により感じない場合も多いが、多量摂取時には多くの場合それを感じる。
知覚的作用視覚の歪み、色彩の鮮明化（瞳孔拡散に起因する場合もある）、皮膚感覚の鋭敏化、聴覚の歪みなどが挙げられる。閉眼時にも視覚的な認識があり、何らかの模様や色彩的な変化を感じる。LSDの知覚的作用に良く似ているが、一般的に視覚的な変化はLSDを上回る。
感情的作用感情の波が激しくなり、摂取者の経験による部分もある。基本的には多幸感が伴う。しかしいわゆるバッド・トリップになると、感情の波がネガティブな方向に向かってしまう経験、パニック症状を起こしたり、ネガティブな偏執に捕らわれたりする。
ヘンリー・マンによれば、キノコが効いている時には、言葉を話すことが流暢に、表現が適切になり、知覚的に解放されているだけでなく、言語的にさえ解放的であり、そうであればシャーマンは自らの言葉によっても魂を解放させているのである。
身体依存はないが、大麻と同程度の精神依存がある。アメリカ国立薬物乱用研究所 (NIDA) の評価では、大麻はカフェインより低い依存性である。国際統計 (Global Drug Survey) では、マジックマッシュルームは救急医療につながることが最も少ない娯楽に用いられる薬物であり、毒性や乱用の可能性が低かった。

## 成分
シロシン、シロシビンのほか、ベオシスチンやノルベオシスチンが含まれる。センボンサイギョウガサではベオシスチンの方が多く、N-Nジメチルトリプタミン(DMT)も検出された。
含有成分の量は、採取地、採取時期によって変動し、例えば、ヒカゲシビレタケでは重量当たり0.003%であったり、0.5%であったり100倍以上の差がある。
キノコ中のシロシビンはアミノ酸のトリプトファンから直線的に生合成され、脱炭酸酵素反応PsiD（脱炭酸化）、水酸化酵素反応Pish（ヒドロキシ化）、リン酸化酵素PisK反応（リン酸化）、2回のN-メチル化酵素PsiM反応（メチル化）の順に反応が起こり生成される。

## 法規制

デビッド・ナットら薬物に関する独立科学評議会（ISCD）による2010年に『ランセット』に掲載された薬物の相対的な有害性に関する論文。マジックマッシュルームは最下位の有害性である。

成分のシロシビンとシロシンは、1971年の向精神薬に関する条約にて規制され「乱用されるが医療用途がない」というスケジュールIに指定されている。この条約の第32条4項は、含有成分の自生国における少数集団による伝統的な使用を除外している。国連の国際麻薬統制委員会が2001年にオランダ保健省に向けた返答からは、シロシビンとシロシンを含む植物や天然素材について国際規制はしていないということである。そのため成分を含有するキノコの扱いは各国の法律により様々である。シロシビン、シロシンを含まない胞子に関してはさらに曖昧になっている。
さらに、菌核にはシロシビンが含まれているため、キノコを禁止した国にてマジックトリュフとして流通しているという例もある。

### 日本
日本では2002年から、シロシンおよびシロシビンを含有するきのこ類を、「麻薬、麻薬原料植物、向精神薬及び麻薬向精神薬原料を指定する政令」の第2条で麻薬原料植物として規制対象にしている。
麻薬及び向精神薬取締法では厚生労働大臣の許可なく栽培することが禁じられており、同時に同法では麻薬成分を自然に含む植物を麻薬として扱わない規定が、麻薬原料植物の指定を受けて適用されなくなる。許可なく「輸入し、輸出し、製造し、製剤し、小分けし、譲り渡し、譲り受け、交付し、施用し、所持し、又は廃棄してはならない」と定められ、違反すれば罰せられる。
2009年の警視庁の見解によれば、マジックマッシュルームが成長しシロシビンを形成していない段階である胞子の所持は違法ではない。
1990年代から、サブカルチャー向け雑誌等で合法ドラッグとして紹介された。ヒカゲタケ属など腐生菌が多いため栽培も容易であった。薬や食品として販売することは薬事法や食品衛生法に触れるため「観賞用」等とされた。雑誌の通販でほそぼそと販売されていたが、インターネットの普及でより広範に販売されるようになった。
2001年には、俳優がマジックマッシュルームを摂取して入院するという騒動が発生し、社会問題化しつつあった。
2002年6月6日に政令により麻薬原料植物に指定された（それまではシロシビン及びシロシン単体のみを禁止していた）。以降は、麻薬取扱者のうち麻薬研究者免許の所持者のみがキノコの標本および胞子紋などを取り扱うことができ、彼らは厳重に管理することが義務付けられている。
しかし、日本国内に自生している種があるため、人里や山野にて容易に観察することができる。一方、キノコの研究者の間からは疑問視する声もある。
- 当局の言うように健康面に対する規制であれば、幻覚作用の強い海外種と弱い国内種を同一視するのは無理があるし、また含有量がきわめて微量な場合は許されるのか。
- 調査研究用に、自然に生えているものの標本や胞子紋を採集することも不可能になること。
- 当局は知らずに所持したものを取り締まるものではないというが、キノコ採取者が所持してしまうことは起こりうる。
- 生半可に幻覚きのこを探し、間違えて生命に関わるような毒キノコを食べてしまったときに病院にいくことがためらわれ死亡するなどということも想定される。
- 当局のいう「保健衛生上の危害を防止する」というためには、まず健康を害するというデータが必要であり、健康被害が膨大な数に上る酒・タバコが公認されていることとの違いの理由が分からない。
- さらに危険な薬物に流れるのではないか。
- 罰則に伴う離職、離縁が生じればマジックマッシュルームによる害を上回る。
- まったく薬効の違う麻薬原料植物にひとくくりに規制するのは大雑把すぎており、年齢制限、販売の禁止、運転の禁止など他の措置をとることもできる。
- 菌類を植物扱いしている。
- ベニテングタケなどのイボテン酸を含むキノコは規制対象になっていないこと

欧州では、スペインとチェコでは完全に合法である。

### オランダ
2001年に乾燥マジックマッシュルームの所持、使用が違法化されたが、加工されていない生のマジックマッシュルームは合法のままであった。2007年、オランダ政府は、旅行者などによる事故による、マジックマッシュルームの所持や栽培の違法化を検討し、2008年にマジックマッシュルームの生産と販売を禁止した。代わって、マジックトリュフが合法的に販売されている。

### イギリス
2005年に1971年薬物乱用法のクラスAに指定される。
従来、同法ではシロシンと犯罪との関連性の証拠がないまま、シロシンとシロシビンがクラスAに指定されており、乾燥、包装、調理など「準備」されていないことを条件にマジックマッシュルームは規制されていなかった。2005年薬物法の21節にて、どんな形態のキノコも違反とする修正を施すために、政府が薬物乱用諮問委員会 (ACMD) の助言を求めることとなっていたが、その機会が与えられないまま、この修正は施行された。そのため、有害性についての、他のクラスA薬物と同等の害を及ぼすという科学的証拠がなく、1993年からヘロインによる5737件の死亡証明書があった一方、キノコでは1件であり、間違った分類になっているという証拠がある。

### チェコ共和国
胞子は幻覚成分を含まないため合法。2010年に麻薬取締法が緩やかになり、マジックマッシュルーム（40本以下）の所持・栽培が軽罪として罰金を課されるのみになった。
オーストリア
2016年に非犯罪化された。販売は違法である。

### アメリカ

アメリカ合衆国におけるシロシビンの非犯罪化。非犯罪化した地域の多くは、シロシビンだけでなく多くの薬物を非犯罪化している。
----
非犯罪化＋見守られた大人の使用が合法
見守られた大人の使用が合法
非犯罪化した地域
非犯罪化した地域のある州
完全に非合法

2021年現在、シロシビンは米国連邦政府レベルではスケジュールIの違法薬物である。2005年まで、アメリカのほとんどの州で、キノコは規制物質法で規制されたシロシビンの「容器」であると考えられ違法であるとみなされていた。アメリカのほとんどの州で胞子の所持は合法である。ニューメキシコ州では、2005年にマジックマッシュルームの栽培はシロシビンの製造ではないとして州法の薬物不正取引防止法の元では無罪とする判決があり、裁判所は大麻の栽培は薬物の製造ではないとする1999年の判決を引用した。
フロリダ菌学研究センター (florida mycology research center) は胞子や栽培道具を販売し、キノコの情報を伝えてきたが、フロリダ州では最高裁でキノコの規制は違憲であると判断されたため、1990年にかけて政府側との戦いが長く続いてきた。センター代表のステファン・ピーリーは、キノコの自由化を訴えてきた。アメリカで唯一、規制されたキノコを栽培する免許を持ったピーリーが運営したセンターは、2016年初頭に引退を表明した。
2017年冬の報道では、娯楽的なマジックマッシュルームの使用を非犯罪化するための2018年のカルフォルニア州での住民投票に向けて署名を募っていた。その成分シロシビンがうつ病、依存症などに役立つ可能性があるため役立てたいとのこと。

#### オレゴン
オレゴン州のオレゴン・シロシビン協会 (Oregon Psilocybin Society) は心理療法を行う夫婦によって運営されており、近年の治療研究があるため、監督下で使用するため2020年に投票法案が策定できるよう活動していた。
オレゴン州では1973年、アメリカ国内で初めてマリファナ（大麻）が非犯罪化された伝統を守り、2020年11月3日に行われたオレゴン州の住民投票で、LSDやマジックマッシュルーム、MDMAの他、一般的なハードドラッグを含む、多くの薬物の少量所持が非犯罪化される法案（第110法案)が、可決され、国内における麻薬戦争に終止符をうち始めた。麻薬中毒を１５年間で半分に減らしたポルトガルほどではないが、オレゴン州内での少量の違法薬物所持については、法案110の可決にともない、認定薬物アルコールカウンセラーのもとで健康診断を受けるか、罰金100ドル（約10,512円）を収めるかのいずれかに問われる。また薬物依存者の治療や支援のための予算が拡充される。同じ住民投票で、別の法案である、シロシビンマッシュルームサービスプログラム（第109法案)も可決された。ハードドラッグを含む多くの薬物の非犯罪化も、シロシビンマッシュルームサービスの合法化も、州レベルとして可決するのは全米で最初である。(1)シロシビンマッシュルームを摂取する場所を提供する施設、(2)体験を見守ってくれる、シロシビンサービスファシリテーター個人、(3)シロシビンマッシュルームの栽培、製造者、(4)品質などの検査をする試験所、の合計4つに州の免許を与えてサービスを提供する。2022年12月現在、シロシビンのきのこによる製造過程において、最初はクベンシス(ミナミシビレタケ)だけに限るという試案が公開されている。シロシビンファシリテーターのトレーニングは200時間程度になる模様。2022年12月時点で19の学校教育団体が、州に認定されたシロシビンファシリテーターの教育プログラムのリストに記載されている。各種ホテル、リゾート施設なども、シロシビンサービス施設のライセンスを取るための投資、準備を始めている。2024年2月現在19の施設にオレゴン州からライセンスが発行されており、ポートランド周辺でも、３箇所程度営業が開始されている。個人セッションかグループセッションか、摂取量が多いか少ないか、などによって、料金は800ドルから3800ドル程度。予約は数ヶ月以上先まで、埋まっている所が多い。

#### コロラド
2018年の報道ではコロラド州での活動が取り上げられており、1つのグループは、州全体ではなくデンバー市において2018年11月の投票を目指しており、活動には大麻合法化に関わった人物が参加し、もう一方のコロラド・サイロシビン・イニシアチブと呼ばれる別のグループは、治療目的のシステムを用意できるよう2019年か2020年にコロラド州での投票を目指していた。
特に植物の状態について、治療に利用できるよう地域的に使用できるようにするアメリカでの条例が可決している。2019年5月にコロラド州デンバーでマジックマッシュルームが非犯罪化され、2022年にはコロラド州全体で非犯罪化を行う投票のための住民運動を予定していた。:オレゴン州のシロシビン法案110に改良を加え、サイケデリックな植物と菌類を合法化する法案122が2022年11月8日の投票で過半数を獲得、2026年に運用の為の制度が出来上がる予定。
2019年6月には、
カリフォルニア州オークランドでマジックマッシュルームを含む自然な（植物や菌類の）幻覚剤を非犯罪化した。2020年2月、カリフォルニア州サンタクルーズでマジックマッシュルームを含む自然な幻覚剤を非犯罪化した。2020年9月、ミシガン州アナーバーでは幻覚剤の菌類や植物を非犯罪化した。2020年11月、ワシントンDCでは幻覚剤の使用を起訴の優先事項としない（ほかの薬物事犯を起訴する）という内容の法案を可決。アメリカ合衆国におけるシロシビンの非犯罪化も参照。
この動きは州単位に拡大しつつある。2020年11月3日に行われたオレゴン州の住民投票で、ハードドラッグを含む多くの少量薬物所持が非犯罪化されることが可決された。非犯罪化されたオークランドでは、2020年8月に州法との矛盾が原因で 大麻とキノコの教会 Zide Door Church of Entheogenic Plants に警察が突入し、逮捕はなかったものの大麻とキノコを没収するという事件が起こり、こうした事態を防止するために州法での非犯罪化が検討された。2021年2月には、カリフォルニア州の議員が法案を提出、シロシビン、MDMA、LSD、ケタミン、DMT、メスカリンなど幻覚剤を非犯罪化することが狙いとなっており、こうした動きは複数の州や地域で進行している。2021年9月16日カリフォルニア州司法長官が、この法案の署名集めを承認した。